# Léopold de Pritzbuer
Léopold Eberhard Ludwig de Pritzbuer, né le 7 septembre 1824 à Schwerin (Grand-duché de Mecklembourg-Schwerin) et mort le 21 mai 1889 à Rochefort est un vice-amiral français du XIXe siècle.

## Famille
Il est le fils de Léopold Louis Frédéric von Pritzbuer, directeur de la chambre des Finances de Schwerin et de Regina Sabina Ida Sophie von Lehsten, dame d'honneur d'Hélène de Mecklembourg-Schwerin, belle-fille du roi Louis-Philippe. Il est donc de religion protestante.
Il épouse à Hyères le 6 avril 1853, la belle-fille d’Alphonse Denis Sarah Lee, née à Londres le 14 mai 1827, fille de Georges Lee industriel décédé et de Sarah Dawes.

## Carrière
Il entre à l’École navale en 1840 et embarque sur la Belle Poule avec le Prince de Joinville.
Aspirant en 1842, il prend part à l'expédition du Maroc en 1844.
Naturalisé français, il est nommé enseigne de vaisseau le 1er novembre 1846. Il est fait chevalier de la Légion d'honneur le 1er avril 1857.
Il participe à toutes les campagnes du Second Empire : expéditions de Crimée, de la Baltique avec la prise de Bomarsund, d’Italie et du Mexique. 
Capitaine de vaisseau le 12 mars 1870, il reçoit, le commandement de la corvette cuirassée Alma de la Division des mers de Chine et du Japon dont il assure le commandement par intérim à deux reprises,
Le 12 décembre 1874, il est nommé par Mac Mahon gouverneur de Nouvelle-Calédonie et commandant de l'escadre. Contre-amiral le 9 mars 1876, il quitte son poste de gouverneur en avril 1878, date à laquelle il est remplacé par le capitaine de vaisseau Jean Olry. Pendant son séjour il organise l'administration, mène une politique de travaux publics : réseau routier, l'alimentation en eau de Nouméa, etc. 
Il prend le commandement, le 21 mai 1879, de la division navale du Levant. Ernest Picard-Destelan devient son premier aide de camp le 1er janvier 1881.
Il est promu vice-amiral le 10 avril 1883 et nommé en septembre préfet maritime de Rochefort.

## Décorations
- Grand officier de la Légion d'honneur
- Commandeur de l'ordre de Saint-Grégoire-le-Grand
- Officier de l'ordre des Saints-Maurice-et-Lazare
- Chevalier de l'ordre du Médjidié
- Officier de l'Instruction publique